# Slovenia Open WTA 2008
Lo Slovenia Open WTA 2008, conosciuto per motivi di sponsorizzazione come Banka Koper Slovenia Open 2008, è stato un torneo di tennis giocato sul cemento. 
È stata la 4ª edizione del Slovenia Open WTA, che fa parte della categoria Tier IV nell'ambito del WTA Tour 2008.
Si è giocato a Portorose in Slovenia, dal 21 al 27 luglio 2008.

## Campioni

### Singolare
Sara Errani ha battuto in finale  Anabel Medina Garrigues, 6–3, 6–3

### Doppio
Anabel Medina Garrigues /  Virginia Ruano Pascual hanno battuto in finale  Vera Duševina /  Ekaterina Makarova, 6–4, 6–1